# Cosmosoma restrictum
Cosmosoma restrictum är en fjärilsart som beskrevs av Butler 1876. Cosmosoma restrictum ingår i släktet Cosmosoma och familjen björnspinnare. Inga underarter finns listade i Catalogue of Life.